# اورلینو لال

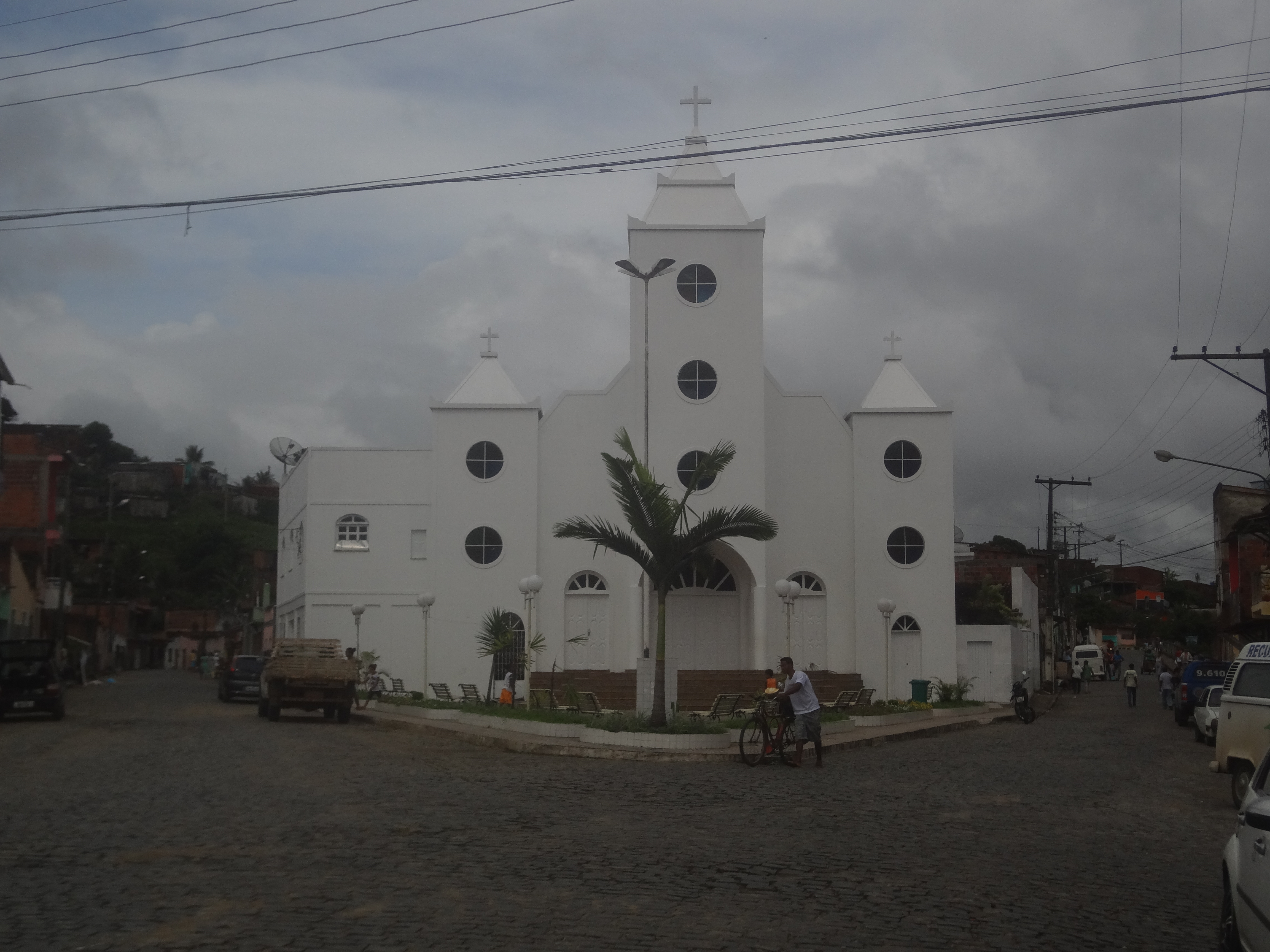
اورلینو لال

اورلینو لال (به پرتغالی: Aurelino Leal) یک منطقهٔ مسکونی در برزیل است که در باهیا واقع شده‌است. اورلینو لال ۱۱٬۲۹۹ نفر جمعیت دارد.